# Laufkraftwerk Mellach
Das Laufkraftwerk Mellach ist ein Laufwasserkraftwerk der Verbund AG. Es liegt in der Ortschaft Dillach, im Süden der steirischen Gemeinde Fernitz-Mellach über der Mur. Das 1985 in Betrieb genommene Kraftwerk besitzt zwei Kaplan-Turbinen mit einer installierten Leistung von zusammen 15,6 MW. Das Regelarbeitsvermögen liegt bei 74,5 GWh elektrischer Energie pro Jahr, was dem Jahresverbrauch von etwa 19.400 Haushalten entspricht.
Das Laufkraftwerk wurde im Zusammenhang mit dem Kleinkraftwerk Weißenegg und dem Fernheizkraftwerk Mellach zur Nutzung der Wasserkraft sowie Kühlwasserversorgung- und Rückleitung des Fernheizkraftwerkes geplant und gebaut. Der Baubeginn für alle drei Werke erfolgte im April 1982.
Das Laufkraftwerk befindet sich in unmittelbarer Nähe zum Fernheizkraftwerk Neudorf-Werndorf (westlich der Mur) sowie dem Gas- und Dampfkraftwerk Mellach (östlich der Mur).